# Rules and Games
Rules and Games (Ігри та правила) — третій сингл валійського гурту Funeral for a Friend з альбому Memory and Humanity. Сингл вийшов 23 березня 2009 року під лейблами Join Us (Британія) та Victory Records (Канада, США). 2009 року на сайті YouTube гурт представив відео до пісні «Rules and Games».

## Відеокліп
Кліп був відзнятий 3 лютого 2009 року. Сюжет тісно пов'язаний з фільмом «Великий». На початку відео показано «чаклуна» з кулею в руках та хлопчиків, що дивились на нього. Ці кадри переплітаються з грою гурту за червоною завісою. Пізніше один з хлопців кидає монету в «чаклуна» та доторкається до кришталевої кулі. Після цього, як і у фільмі «Великий», всі хлопці перетворюються на гурт Funeral for a Friend.

## Список пісень
1. «Rules and Games» (Radio edit) — 2:43
2. «Kicking and Screaming» (Live from Glasgow ABC) — 3:24
3. «Rules and Games» (Album version) — 2:48
4. «Rules and Games» (Demo) — 3:10